# عبد الله الغرير
عبد الله بن أحمد الغرير (مواليد 1930)، رجل أعمال وملياردير إماراتي، ومؤسس بنك المشرق والرئيس السابق لمجلس الإدارة، وحاليًا هو عضو في مجلس الإدارة.

## المسيرة المهنية
في عام 1967 أسس الغرير بنك المشرق. وعلى مدار العقود التالية توسعت أعماله مع العائلة والتي اندرجت فيما بعد تحت تكتل مجموعة الغرير القابضة التي تعمل في مجالات مختلفة كالأغذية والإنشاء والعقارات. تحت علامته التجارية «جنان»، باعت شركته «الغرير للأغذية» منتجات الأرز والمعكرونة والزيوت وغيرها. وشاركت شركته الإنشائية في بناء مترو دبي. كما أنها منشئ الكسوة الخارجية لأطول مبنى في العالم، برج خليفة.
في أكتوبر 2019 ترك منصبه كرئيس مجلس إدارة بنك المشرق لكنه لا يزال عضوًا في مجلس الإدارة.
وفقًا لموقع فوربس، تبلغ ثروة عبد الله الغرير وعائلته 2.8 مليار دولار اعتبارًا من أغسطس 2021.
في آخر التحديثات حول عبد الله بن أحمد الغرير، تم إدراج عائلته في المرتبة الخامسة ضمن قائمة أغنى العائلات العربية لعام 2025، بصافي ثروة بلغ 4.2 مليار دولار، بعد إضافة 300 مليون دولار خلال نحو عشرة أشهر. يُعتبر عبد الله الغرير مؤسس بنك المشرق، الذي شهد ارتفاعًا في سعر سهمه بنسبة 11.9%، مما ساهم في زيادة ثروته.

## الأعمال الخيرية

### مؤسسة عبد الله الغرير
كان الغرير داعماً لتطوير القطاع التعليمي في دولة الإمارات قبل تأسيس المؤسسة في عام 2015، حيث بنى العديد من المدارس في أوائل الستينيات من القرن العشرين. تعتبر مؤسسة عبد الله الغرير منظمة خيرية غير ربحية مكرسة لتوفير الفرص التعليمية للطلاب في المنطقة العربية.
في يونيو 2021، كشف مؤسسة عبد الله الغرير عن إطلاق مركز عبد الله الغرير للتعليم والتعلم الرقمي. ستعمل هذه المبادرة بالتعاون مع الجامعة الأمريكية في بيروت، وسيكون مقرها في كلية مارون سمعان للهندسة والعمارة، بهدف تعزيز الوصول إلى التعليم عبر الإنترنت لآلاف الطلاب العرب في جميع أنحاء المنطقة.
في عام 2015، أعلن عبد الله الغرير عن تبرعه بما يزيد على مليار دولار لدعم التعليم والمبتعثين في الإمارات والبلدان العربية والتي من المقرر أن يتم إنفاقها على مدار عشر سنوات عبر مؤسسته «مؤسسة عبد الله الغرير للتعليم».

## الحياة الشخصية
عبد الله الغرير هو من عائلة الغرير، وهي عائلة إماراتية بارزة في مجال الأعمال. شقيقه هو الملياردير سيف أحمد الغرير، الرئيس السابق لمجموعة الغرير.
يعيش الغرير في دبي. متزوج وله أربعة أولاد. نجله عبد العزيز الغرير هو الرئيس التنفيذي لبنك المشرق ورئيس مجلس إدارة الغرير للاستثمار ونجله عامر.